# Hudič (film)
Hudič (izvirni angleški naslov Devil) je ameriška nadnaravna grozljivka-triler iz leta 2010, delo režiserja Johna Ericka Dowdla. Scenarij je napisal Brian Nelson po zgodbi M. Night Shyamalana. V filmu igrajo  Chris Messina, Logan Marshall-Green, Geoffrey Arend, Bojana Novakovic, Jenny O'Hara in Bokeem Woodbine. Hudič je bil izdan 17. septembra 2010.
Film je prejel mešane odzive, ampak večina jih je ocenila kot najboljše Shyamalanovo delo v zadnjem času. Kritiki so pozitivno ocenili atmosfero in igro, vendar so kritizirali prekratko trajanje filma in preveč klišejskih elementov grozljivk. 

## Vsebina
Ramirez (Jacob Vargas) pripoveduje zgodbo svoje mame, da hudič včasih po Zemlji išče še vedno žive grešnike. Hudič prevzame človeško podobo in grešnike ujame v skupnem prostoru, kjer jih nato naščuva drug proti drugemu in na koncu ubije vse naenkrat. Ramirez pojasni, da naj bi zadnja žrtev umrla pred svojimi ljubljenimi. Prav tako pove, da so znamenja v obliki samomora, kar pomeni prvi dokaz hudičeve prisotnosti. Zgodbo prekine samomor moškega, ki pade s petintridesetega nadstropja poslovne zgradbe v Filadelfiji, tovornjak, na katerega pade, pa počasi odpelje.
Detektiv Bowden (Chris Messina) je ozdravljen alkoholik, ki začne preiskovati samomor. Kasneje pojasni, da je bil vzrok za alkoholizem smrt njegove žene in sina med ropom pred petimi leti, kjer storilec ni bil nikoli ujet. Medtem se pet neznancev vkrca na dvigalo, ki nato obtiči med nadstropji. Ko jih najdejo varnostniki, odkrijejo, da sta v dvigalu kamera in radio, s katerim lahko nagovorijo in vidijo ujete, vendar njih slišati ne morejo. Bowden odkrije, da se to dvigalo nahaja v stavbi, s katere je skočil samomorilec. 
Izkaže se, da je Ramirez eden izmed varnostnikov, ki spremljajo dogajanje v dvigalu. Prestraši ga kričeča podoba na monitorju. Njegov šef Lustig (Matt Craven) zavrne kakršnokoli vraževerje in pošlje tehnika Dwighta (Joe Cobden), da popravi dvigalo, medtem ko Bowden skuša razkriti identiteto ujetih. Izkaže se, da so v dvigalu prodajalec Vince McCormick (Geoffrey Arend), patološka lažnivka Sarah Caraway (Bojana Novakovic), ki ima namen zapustiti bogatega moža in s seboj vzeti denar, trenutni varnostnik Ben Larson (Bokeem Woodbine) z nasilno zgodovino, neimenovana starejša ženska, katero policija pomotoma poimenuje Jane Kowski (Jenny O'Hara), katero na videu vidijo kot tatico, in še drug moški, ki se predstavi kot Tony (Logan Marshall-Green). 
Elektrika se izklopi in vklopi, in vedno ko se elektrika izklopi, nastopi nekaj zlobnega. Dwight pade iz dvigala in se ubije, Lustiga pa ubije elektrika, ko jo skuša popraviti. Kmalu začnejo ujeti v dvigalu umirati in vsi obtožujejo drug drugega. Umrejo Vince, starejša ženska, Ben in Sarah. Končno se izkaže, da je starejša ženska hudič, ki je zaigral svojo smrt in z njim v dvigalu ostane le še Tony. Tonyeva zaročenka Cheryl (Zoie Palmer) pove, da se Tony piše Janekowski. Tony prizna, da je bil pred petimi leti udeležen v ropu, kjer je ubil žensko in njenega sina. Detektiv Bowden ga sliši, kako se opraviči po radiu. 
Hudič, ki je zdaj nemočen zaradi Tonyevega priznanja, zapusti dvigalo, ki začne ponovno delati. Bowden se pogovori s Tonyem in mu odpusti umor žene in sina. 
Ramirez na koncu pove, da je njegova mama svoje zgodbe vedno končala z besedami »če obstaja hudič, mora tudi Bog«.

## Igralci
- Chris Messina kot detektiv Bowden
- Logan Marshall-Green kot mehanik (Anthony »Tony« Janekowski)
- Jenny O'Hara kot starejša ženska
- Bojana Novakovic kot mlada ženska (Sarah Caraway)
- Bokeem Woodbine kot varnostnik (Ben Larson)
- Geoffrey Arend kot prodajalec (Vince McCormick)
- Jacob Vargas kot Ramirez
- Matt Craven kot Lustig
- Joshua Peace kot detektiv Markowitz
- Caroline Dhavernas kot Elsa Nahai
- Joe Cobden kot Dwight
- Zoie Palmer kotCheryl
- Vincent Laresca kotHenr